# Gyékénycsuk
A gyékénycsuk (Saxicola insignis) a madarak osztályának a verébalakúak (Passeriformes) rendjéhez és a  légykapófélék (Muscicapidae) családjához tartozó faj.

## Rendszerezése
A fajt John Edward Gray és George Robert Gray írták le 1847-ben.

## Előfordulása
Mongóliában és Oroszországban fészkel, vonulása során eljut Bhután, India, Kína, Kazahsztán és Nepál területére is. Természetes élőhelyei a mérsékelt övi gyepek és cserjések, szubtrópusi vagy trópusi gyepek és cserjések.

## Megjelenése
Testhossza 17 centiméter.

## Természetvédelmi helyzete
Az elterjedési területe nagy, egyedszáma 2500-9999 példány közötti és csökken. A Természetvédelmi Világszövetség Vörös listáján sebezhető fajként szerepel.